# Nanshiku Si
Der Nanshiku Si oder Südgrotten-Tempel (chinesisch 南石窟寺, Pinyin Nánshíkū sì, englisch South Grotto Temple, Southern Grottoes etc.) ist ein buddhistischer Höhlentempel im Kreis Jingchuan 泾川县 der bezirksfreien Stadt Pingliang in der chinesischen Provinz Gansu. Wie die benachbarten Nordgrotten-Tempel (Beishiku Si) wurden sie in der Zeit der Nördlichen Wei-Dynastie (386-534) gegraben. Von den ursprünglichen fünf Grotten ist nur noch die Grotte Nr. 1 intakt.
Der Südgrotten-Tempel steht seit 1988 auf der Liste der Denkmäler der Volksrepublik China (3-44).